# Вулиця Короля Георга (Єрусалим)

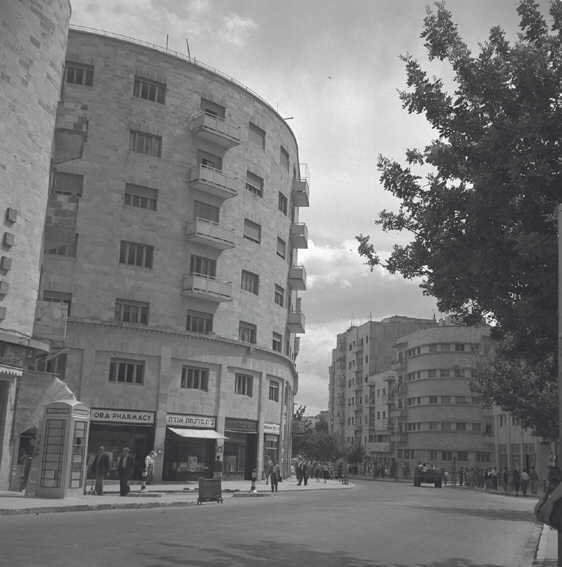
Вулиця Короля Георга (1945)

Вулиця Короля Георга (івр. רחוב המלך ג׳ורג׳, Rehov ha-Melekh Jorj, араб. شارع الملك جورج Shara'a al-Malik Jurj) — вулиця в центрі Єрусалиму, яка з'єднує вулиці Бен-Єгуда та Яффо, утворюючи центральний діловий район «Трикутник». Вулиця названа на честь короля Георга V від 9 грудня 1924 року.

## Історія
Вулиця Короля Георга була присвячена сьомій річниці завоювання Єрусалиму британцями під керівництвом генерала Алленбі. Інавгурація відбулася 1924 року у присутності сера Герберта Семуеля, Верховного комісара з питань Палестини, сера Рональда Сторрза, військового губернатора Єрусалиму і Рагиба ан-Нашашібі, арабського мера Єрусалиму.

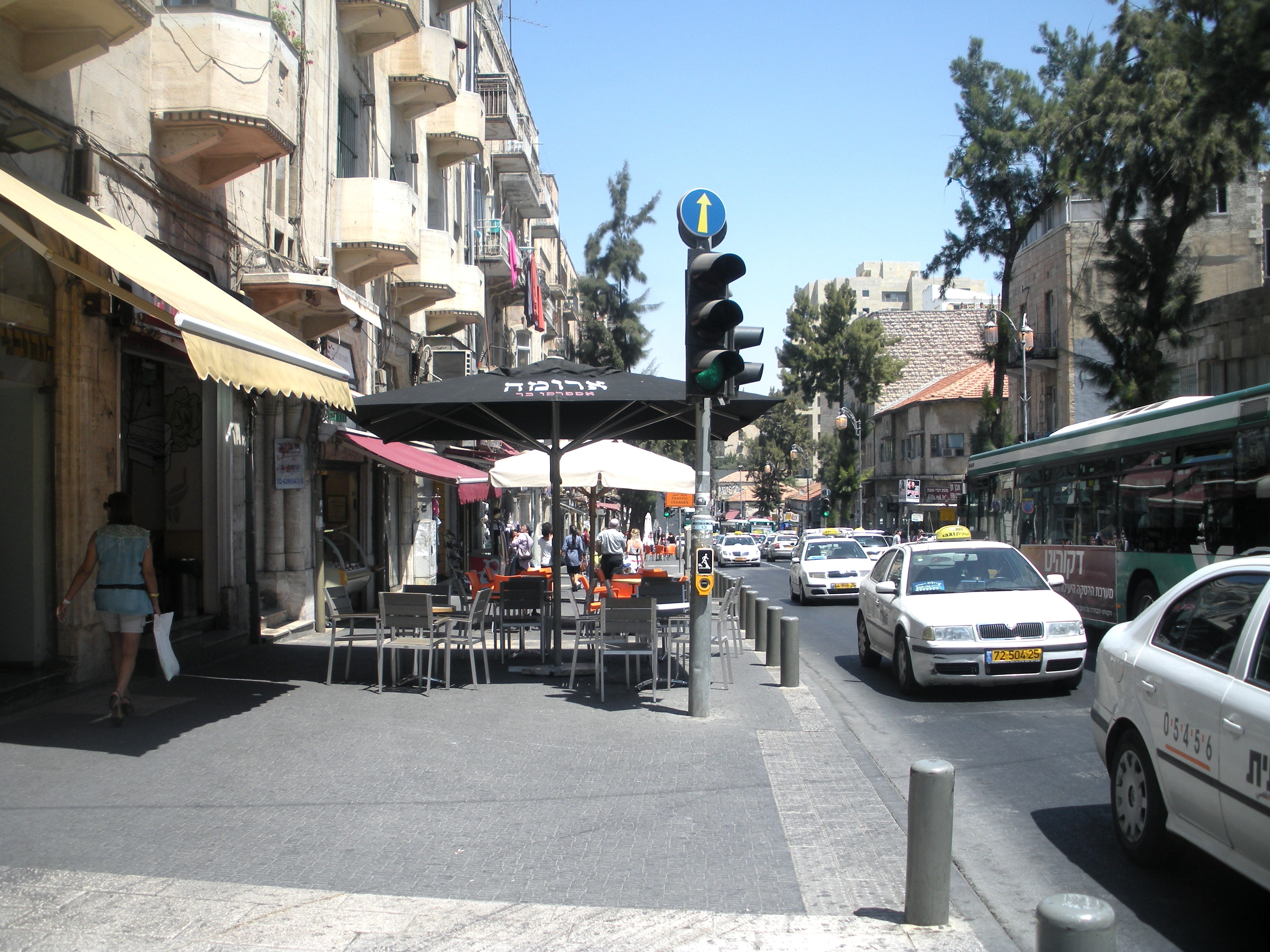
Вулиця Короля Георга

Перший в Єрусалимі світлофор був встановлений на перетині вулиць Короля Георга і Яффо. У 1950—1966 роках Кнесет, ізраїльський парламент, збирався в будинку Фруміна на цій вулиці. Будинок використовувався першими п'ятьма урядами Ізраїлю, поки Кнесет не переїхав у постійну будівлю в район Ґіват-Рам.
До появи швидкісного трамвая вулиця Короля Георга була однією з двох єрусалимських вулиць з діагональним переходом; другий був на площі Шаббат.

## Орієнтири
- Велика синагога та Ейха Шломо;
- Єврейське агентство Ізраїлю;
- Бейт-га-Ма'алот («будинок ліфта»), багатоповерховий будинок 1935 року з ліфтом, архітектори Олександр Фрідман і Меїр Рубін;
- Культурний центр «Бейт-Аві-Хай» (івр. בית עבי חי);
- Будинок національних інституцій;
- Парк Незалежності;
- Шібер Бор (колишній сад Менори) — невеликий парк зі статуєю бронзового коня на перетині з вулицею Бен-Єгуди[8].

## Галерея

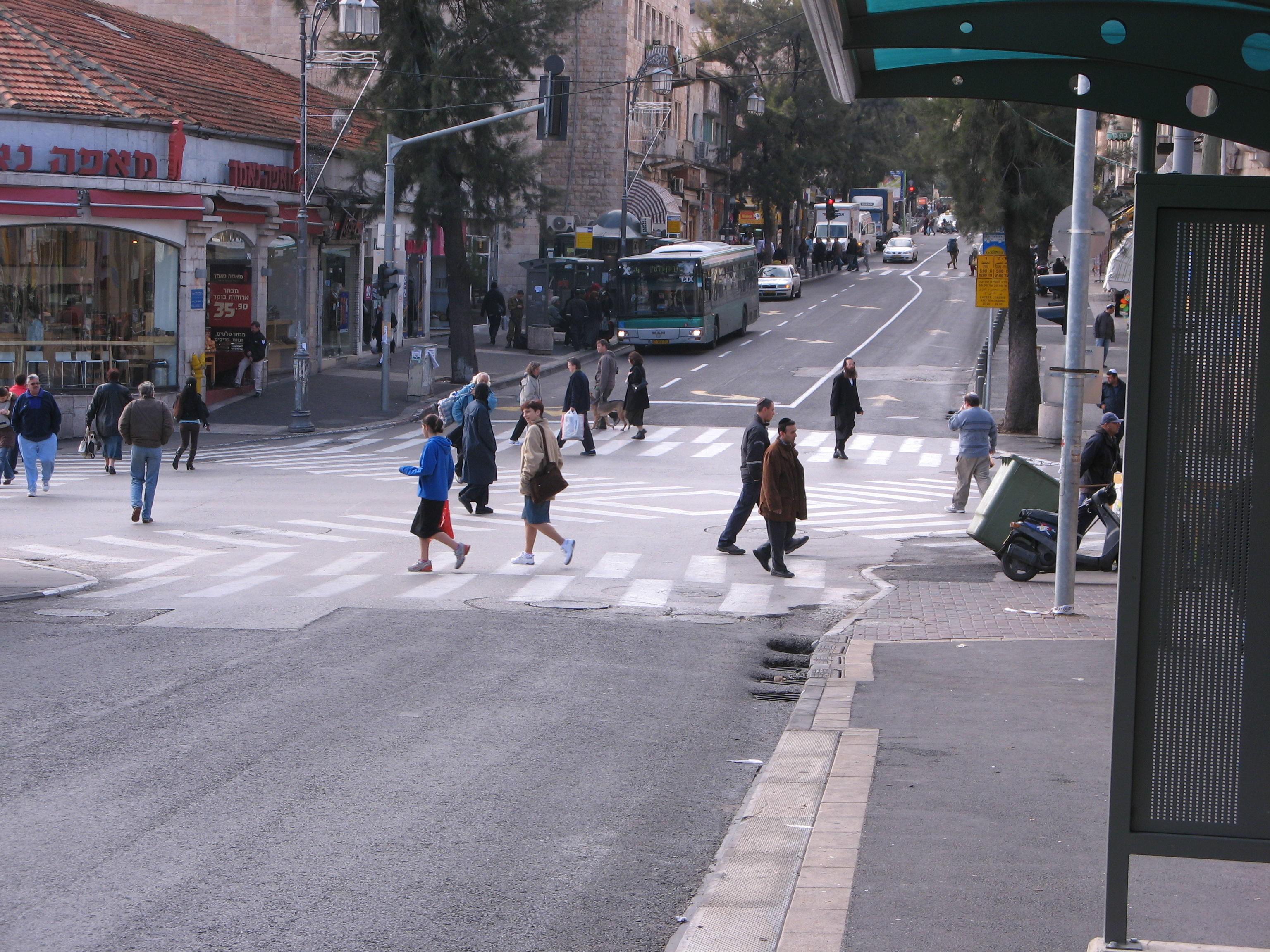
Діагональний перехід між вулицями Короля Георга і Яффо (2007)
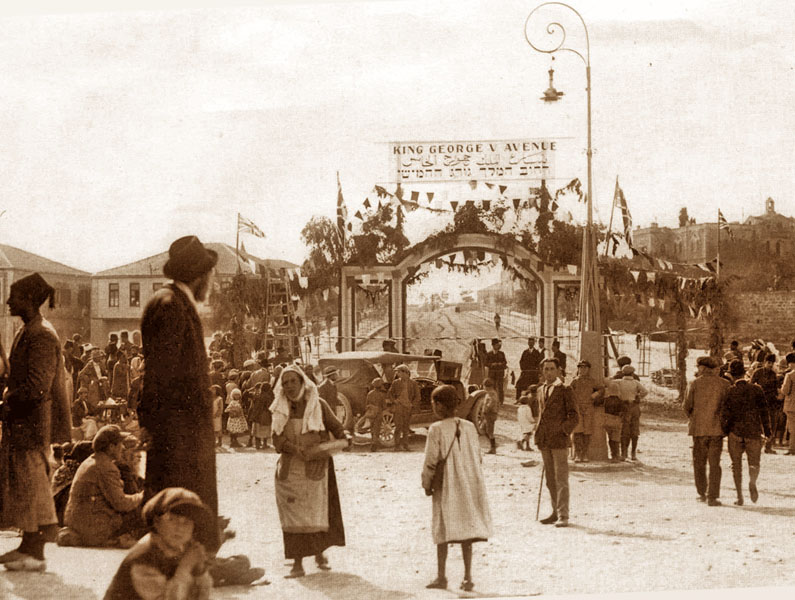
Освячення вулиці 1924 року
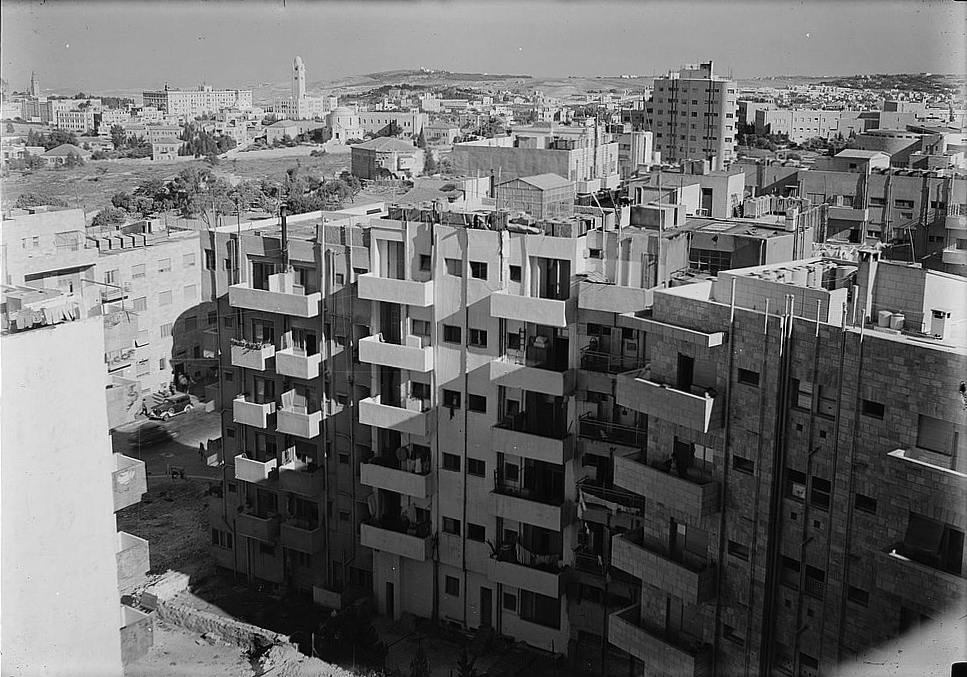
Будівництво багатоповерхівки на вулиці Короля Георга (1940)
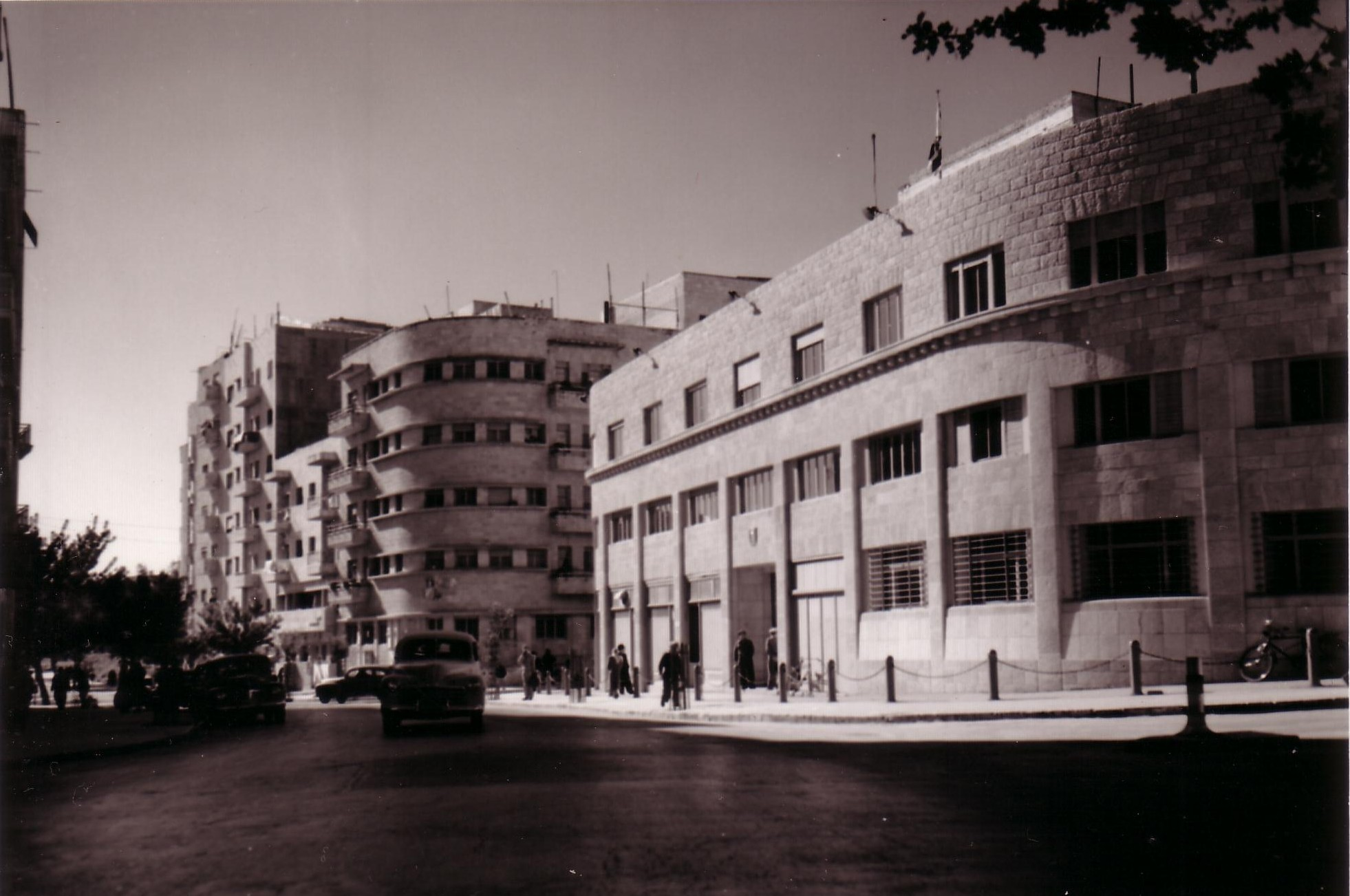
Будинок Фруміна (початок 1950-х років)

## Виноски
1. ↑  Neighborhoods in brief. Архів оригіналу за 9 червня 2012. Процитовано 17 лютого 2022.
2. ↑  About King George Street. Архів оригіналу за 1 квітня 2019. Процитовано 17 лютого 2022.
3. ↑  A Walk Across Jerusalem History [Архівовано 22 лютого 2016 у Wayback Machine.], Haaretz
4. ↑  Sir Ronald Storrs and Zion: The Dream That Turned into a Nightmare
5. ↑  King George Street in Jerusalem. Архів оригіналу за 23 червня 2017. Процитовано 17 лютого 2022.
6. ↑  Haman's Hat: Life in the Jerusalem Triangle. Архів оригіналу за 12 серпня 2018. Процитовано 17 лютого 2022.
7. ↑  Beit Froumine. Архів оригіналу за 3 березня 2016. Процитовано 17 лютого 2022.
8. ↑  Aviva Bar-Am, WALKING TOUR: BY GEORGE!, in Jerusalem Post, 25 December 2008. Архів оригіналу за 17 лютого 2022. Процитовано 17 лютого 2022.